# Quindecillón
Un quindecillón, en la escala numérica larga usada tradicionalmente en  español, equivale a 1090, esto es un millón de cuatrodecillones:
| {\displaystyle un\;quindecill{\acute {o}}n=10^{90}} {\displaystyle un\;quindecill{\acute {o}}n=(1\,000\,000)^{15}} {\displaystyle un\;quindecill{\acute {o}}n=\scriptstyle \ 1\;000\;000\;000\;000\;000\;000\;000\;000\;000\;000\;000\;000\;000\;000\;000\;000\;000\;000\;000\;000\;000\;000\;000\;000\;000\;000\;000\;000\;000\;000} |

Esta palabra no es de uso corriente y no aparece en el Diccionario de la Real Academia ni en el Diccionario de uso del español de María Moliner.